# Iontai (condado)
Iontai (em chinês: 永泰; romaniz.: Yǒngtài (pinyin) é um condado da cidade-prefeitura de Fucheu na província de Fuquiém, China, com uma população estimada em novembro de 2010 era de 249 455.